# Panipuri
Panipuri () o Phuchka(), chiamato anche Gol gappa, è un tipo di merenda originaria del subcontinente indiano.
È costituito da pane fritto puri tondo e cavo, riempito con una mistura di acqua aromatizzata (conosciuto come imli pani), tamarindo chutney, peperoncino in polvere, chaat masala, patate, cipolla o ceci.